# Trémeheuc
Trémeheuc est une commune française située dans le département d'Ille-et-Vilaine en région Bretagne, peuplée de 349 habitants.

## Géographie

### Communes limitrophes
| Bonnemain | Epiniac   |        |
| Lourmais  | Trémeheuc | Cuguen |
| Combourg  |           |        |

### Villages, hameaux, écarts, lieux-dits
- Le Chat Troussé.
- le Rocher Mazier

### Hydrographie
Pour un article plus général, voir Réseau hydrographique d'Ille-et-Vilaine.
La commune est située dans le bassin Loire-Bretagne. Elle est drainée par le Linon, la Bouteillerie, le Landal,.
Le Linon, d'une longueur de 36 km, prend sa source dans la commune  et se jette  dans la Rance à Évran, après avoir traversé neuf communes. 

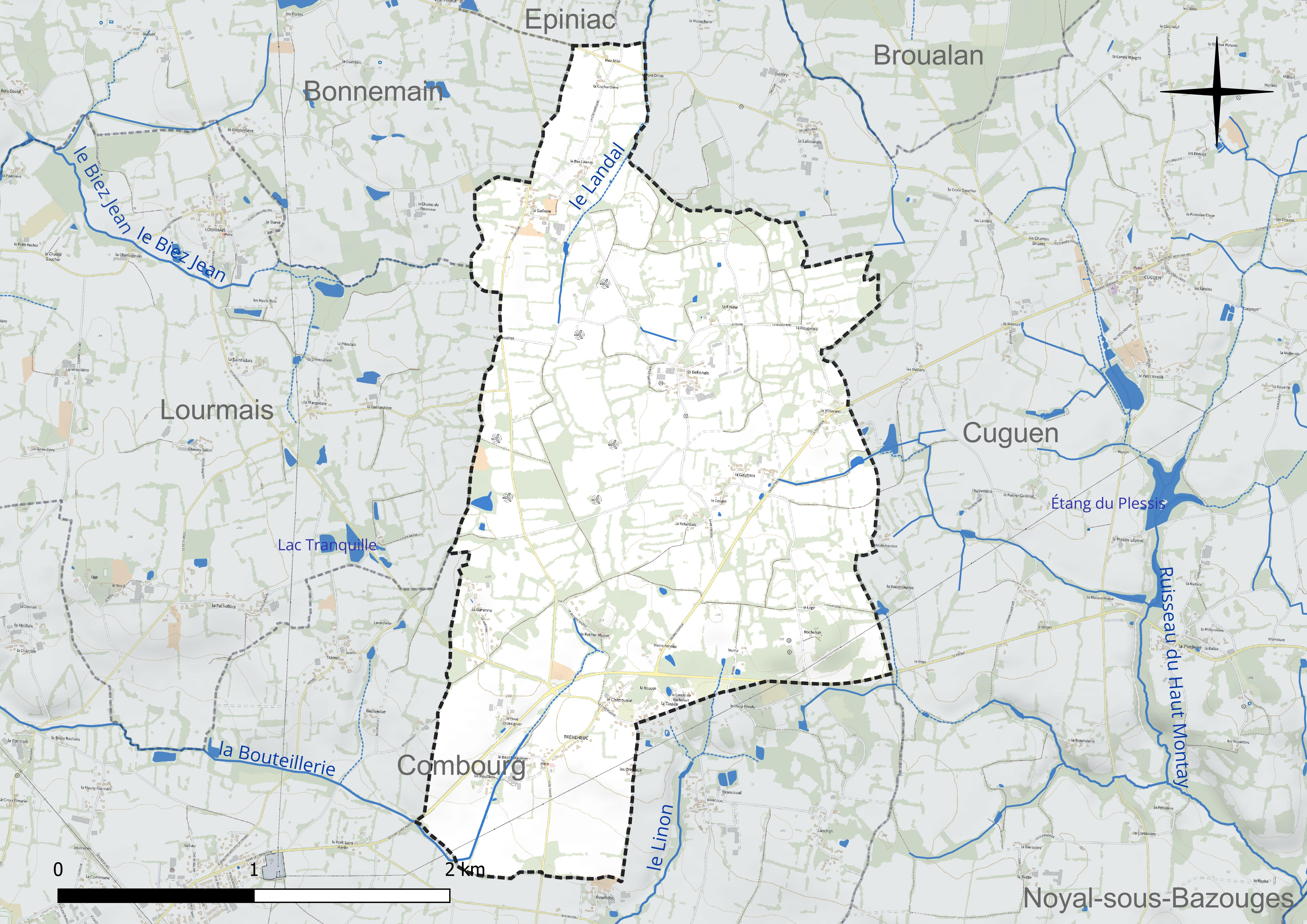
Réseau hydrographique de Trémeheuc.

La Bouteillerie, d'une longueur de 13 km, prend sa source dans la commune  et se jette  dans le Linon à Meillac, après avoir traversé quatre communes. 
Le Landal, d'une longueur de 11 km, prend sa source dans la commune  et se jette  dans le Guyoult à Baguer-Pican. 

### Climat
Pour des articles plus généraux, voir Climat de la Bretagne et Climat d'Ille-et-Vilaine.
En 2010, le climat de la commune est de type climat océanique franc, selon une étude du CNRS s'appuyant sur une série de données couvrant la période 1971-2000. En 2020, Météo-France publie une typologie des climats de la France métropolitaine dans laquelle la commune est exposée à un climat océanique et est dans la région climatique  Bretagne orientale et méridionale, Pays nantais, Vendée, caractérisée par une faible pluviométrie en été et une bonne insolation. Parallèlement l'observatoire de l'environnement en Bretagne publie en 2020 un zonage climatique de la région Bretagne, s'appuyant sur des données de Météo-France de 2009. La commune est, selon ce zonage, dans la zone « Intérieur Est », avec des hivers frais, des étés chauds et des pluies modérées.  
Pour la période 1971-2000, la température annuelle moyenne est de 11,1 °C, avec une amplitude thermique annuelle de 12,6 °C. Le cumul annuel moyen de précipitations est de 794 mm, avec 12,6 jours de précipitations en janvier et 7,3 jours en juillet. Pour la période 1991-2020, la température moyenne annuelle observée sur la station météorologique la plus proche, située sur la commune de Feins à 12 km à vol d'oiseau, est de 11,9 °C et le cumul annuel moyen de précipitations est de 816,2 mm,. Pour l'avenir, les paramètres climatiques de la commune estimés pour 2050 selon différents scénarios d'émission de gaz à effet de serre sont consultables sur un site dédié publié par Météo-France en novembre 2022.

## Urbanisme

### Typologie
Au 1er janvier 2024, Trémeheuc est catégorisée commune rurale à habitat dispersé, selon la nouvelle grille communale de densité à sept niveaux définie par l'Insee en 2022.
Elle est située hors unité urbaine et hors attraction des villes,.

### Occupation des sols
L'occupation des sols de la commune, telle qu'elle ressort de la base de données européenne d'occupation biophysique des sols Corine Land Cover (CLC), est marquée par l'importance des territoires agricoles (100 % en 2018), une proportion identique à celle de 1990 (100 %). La répartition détaillée en 2018 est la suivante : zones agricoles hétérogènes (67,6 %), terres arables (17,3 %), prairies (15 %). L'évolution de l'occupation des sols de la commune et de ses infrastructures peut être observée sur les différentes représentations cartographiques du territoire : la carte de Cassini (XVIIIe siècle), la carte d'état-major (1820-1866) et les cartes ou photos aériennes de l'IGN pour la période actuelle (1950 à aujourd'hui).

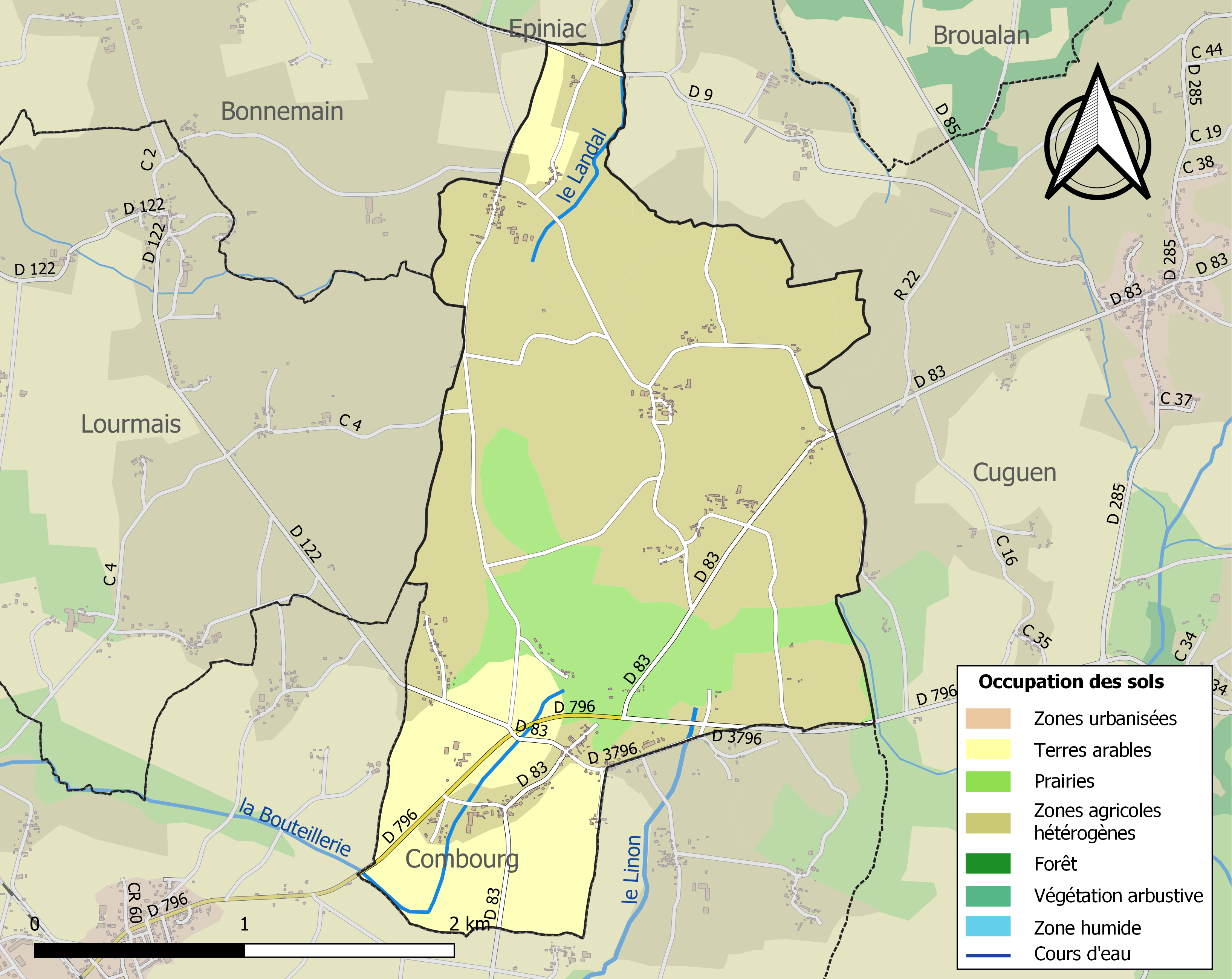
Carte des infrastructures et de l'occupation des sols de la commune en 2018 (CLC).

## Toponymie
Le nom Trémeheuc provient du mot trève (francisation d'un mot breton signifiant une subdivision de paroisse) et de saint Mieux, saint breton peu connu, également dénommé saint Mayeux, saint Maeoc, saint Maëc, saint Nic, etc[réf. nécessaire].

## Histoire

### Origines
La fondation d'un monastère érigé au VIe siècle par saint Maeoc est à l'origine de la commune.
En 1053, la langue bretonne y est encore parlée selon un texte qui parle de l'église de saint Martin qu'en langue bretonne on appelle Tramahou,. Le breton a été totalement remplacé par le gallo, une langue d'oïl, dans les décennies qui suivirent.
1053 est également la première mention de la paroisse de Trémeheuc, qui dépendait auparavant de celle de Combourg.

### Moyen Âge
La paroisse de Trémeheuc faisait partie du doyenné de Dol relevant de l'évêché de Dol et était sous le vocable de saint Martin.
Les dîmes de la paroisse étaient au bénéfice de l'abbaye Notre-Dame du Tronchet.

## Politique et administration

### Rattachements administratifs et électoraux
Trémeheuc appartient à l'arrondissement de Saint-Malo et au canton de Combourg depuis sa création. Le redécoupage cantonal de 2014 a modifié sa composition et le canton englobe aujourd'hui la quasi-intégralité de la communauté de communes.
Pour l'élection des députés, la commune fait partie de la troisième circonscription d'Ille-et-Vilaine, représentée depuis février 2020 par Claudia Rouaux (PS-NFP). Auparavant, elle a successivement appartenu à la circonscription de Saint-Malo (Second Empire), la 2e circonscription de Saint-Malo (IIIe République), la 6e circonscription (1958-1986) et la 2e circonscription (1988-2012).

### Intercommunalité
Depuis le 6 décembre 1995, Trémeheuc appartient à la communauté de communes Bretagne Romantique. Cette intercommunalité a succédé à l'association pour le développement économique du Combournais puis au SIVOM des cantons de Combourg, Tinténiac et Pleine-Fougères, fondé en décembre 1979, auquel appartenait la commune.

### Administration municipale
Le nombre d'habitants au dernier recensement étant compris entre 100 et 499, le nombre de membres du conseil municipal est de 11.

### Liste des maires

La mairie.

| Période                                  | Période      | Identité          | Étiquette   | Qualité                                   |
| ---------------------------------------- | ------------ | ----------------- | ----------- | ----------------------------------------- |
| ?                                        | mai 1912     | Louis Hodebourg   | Républicain |                                           |
| mai 1912                                 | ?            | M. Bréal          |             |                                           |
| ?                                        | ?            | Ernest Aubry fils |             |                                           |
| ca. 1931                                 | 1941 (?)     | Louis Trémorin    | Républicain |                                           |
| 1941                                     | octobre 1947 | Joseph Joubert    |             | Cultivateur                               |
| octobre 1947                             | mai 1953     | Joseph Guédé      |             |                                           |
| mai 1953                                 | mars 1989    | Joseph Joubert    |             | Cultivateur retraité, maire honoraire     |
| mars 1989                                | mars 2014    | Joël Saulnier     | PS          | Directeur d'école, maire honoraire (2014) |
| mars 2014                                | En cours     | Pierre Sorais     | SE          | Responsable juridique                     |
| Les données manquantes sont à compléter. |              |                   |             |                                           |

## Démographie
L'évolution du nombre d'habitants est connue à travers les recensements de la population effectués dans la commune depuis 1800. Pour les communes de moins de 10 000 habitants, une enquête de recensement portant sur toute la population est réalisée tous les cinq ans, les populations de référence des années intermédiaires étant quant à elles estimées par interpolation ou extrapolation. Pour la commune, le premier recensement exhaustif entrant dans le cadre du nouveau dispositif a été réalisé en 2004.
En 2022, la commune comptait 349 habitants, en évolution de +2,35 % par rapport à 2016 (Ille-et-Vilaine : +5,46 %, France hors Mayotte : +2,11 %).
| 1800 | 1806 | 1821 | 1831 | 1836 | 1841 | 1846 | 1851 | 1856 |
| ---- | ---- | ---- | ---- | ---- | ---- | ---- | ---- | ---- |
| 347  | 352  | 434  | 442  | 460  | 402  | 417  | 404  | 403  |

| 1861 | 1866 | 1872 | 1876 | 1881 | 1886 | 1891 | 1896 | 1901 |
| ---- | ---- | ---- | ---- | ---- | ---- | ---- | ---- | ---- |
| 429  | 417  | 422  | 472  | 465  | 443  | 452  | 428  | 435  |

| 1906 | 1911 | 1921 | 1926 | 1931 | 1936 | 1946 | 1954 | 1962 |
| ---- | ---- | ---- | ---- | ---- | ---- | ---- | ---- | ---- |
| 432  | 427  | 341  | 345  | 329  | 294  | 270  | 267  | 212  |

| 1968 | 1975 | 1982 | 1990 | 1999 | 2004 | 2006 | 2009 | 2014 |
| ---- | ---- | ---- | ---- | ---- | ---- | ---- | ---- | ---- |
| 219  | 232  | 286  | 308  | 313  | 330  | 334  | 359  | 347  |

| 2019 | 2022 | - | - | - | - | - | - | - |
| ---- | ---- | - | - | - | - | - | - | - |
| 347  | 349  | - | - | - | - | - | - | - |

## Économie
Installation d'un parc de six éoliennes en mars 2008, d'une capacité de 2 000 kW chacune.

## Lieux et monuments

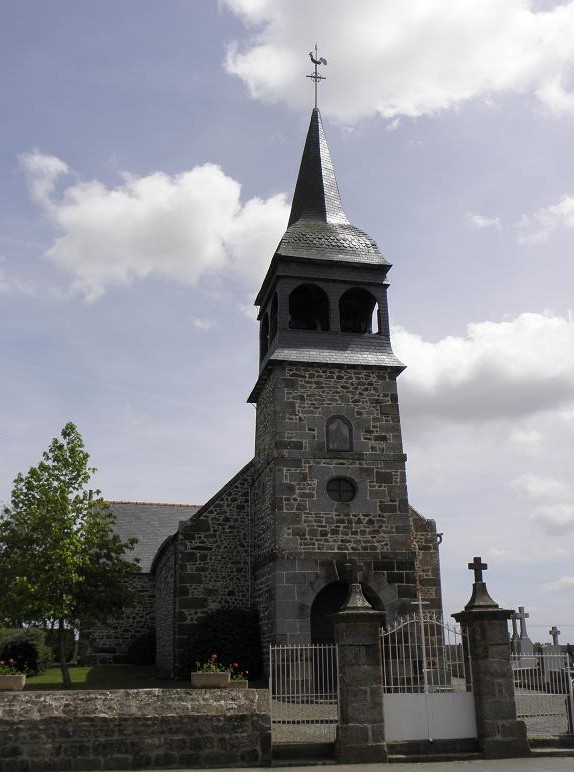
L'église Saint-Martin.

- Église Saint-Martin, des XVIIe et XIXe siècles. Les pierres tombales de l'église Saint-Martin ont des noms que l'on retrouve sur des croix de chemin du XVIIe siècle.

Le 3 août 1862, lors d'une visite dans la paroisse, le vicaire général du diocèse de Rennes remarque la grande pauvreté de l'église manquant de statues et le défaut d'entretien de celles présentes. Il ordonne donc de les repeindre et de les remettre en état, plus particulièrement celle de saint Martin. Un des vitraux de cette église représente saint Martin en prélat portant la mitre et tenant une crosse